# Burhan Sargun
Burhan Sargun (11. února 1929 Ankara – 15. září 2023) byl turecký fotbalista, útočník.

## Fotbalová kariéra
Hrál za Ankara Keçiörengücü, Fenerbahçe SK a Alibeyköyspor. S Fenerbahçe SK získal v roce 1961 mistrovský titul. Za reprezentaci Turecka nastoupil v letech 1953–1954 v 8 utkáních a dal 7 gólů. Byl členem turecké reprezentace na Mistrovství světa ve fotbale 1954, nastoupil ve 2 utkáních a dal 3 góly.

## Ligová bilance
| Ročník                    | Zápasy | Góly | Klub          |
| ------------------------- | ------ | ---- | ------------- |
| 1. turecká liga 1959      | 13     | 1    | Alibeyköyspor |
| 1. turecká liga 1959/1960 | 25     | 2    | Alibeyköyspor |
| 1. turecká liga 1960/1961 | 1      | 0    | Fenerbahçe SK |
| CELKEM 1. liga            | -      | -    |               |